# アウルス・マンリウス・ウルソ (紀元前178年の執政官)
アウルス・マンリウス・ウルソ（Aulus Manlius Vulso、生没年不明）は、紀元前2世紀初頭の共和政ローマの政治家・軍人。紀元前178年に執政官（コンスル）を務めた。

## 出自
ウルソはローマで最も高貴な氏族の一つとされ、紀元前480年のグナエウス・マンリウス・キンキナトゥス以来継続的に執政官を輩出したマンリウス氏族の一員である。現代の歴史家はノーメン（第二名、氏族名）のマンリウスはエトルリア語起源ではないかと考えている。コグノーメン（第三名、家族名）のウルソは、マンリウス氏族が最初に使用したもので、エトルリア都市のウォルシニ（en、現在のボルセーナ）に由来すると思われる。
カピトリヌスのファスティによると、ウルソの父のプラエノーメン（第一名、個人名）はグナエウス、祖父はルキウスである。ドイツの歴史家F. Münzerは、祖父のルキウスとは紀元前256年と紀元前250年の執政官で、第一次ポエニ戦争を戦ったルキウス・マンリウス・ウルソ・ロングスと推測している。ロングスにはルキウス（紀元前218年の法務官）とプウリウス（紀元前210年の法務官）という二人の息子がいたことが資料から分かるが、グナエウスという年長の息子がいた可能性があり（おそらく第二次ポエニ戦争の初期に戦死）、彼がウルソの父である。ウルソには二人の兄がおり、一人は紀元前197年の法務官ルキウス、もう一人は紀元前189年の執政官グナエウス・マンリウス・ウルソである。。

## 経歴
紀元前194年から192年にかけて、ウルソは南イタリアの新しいローマ植民都市建設を監督する三人委員を務めた。他の二人はルキウス・アッピウス・フロ（紀元前196年の法務官）とクィントゥス・アエリウス・トゥベロであった。紀元前189年、兄が執政官を務めていたが、リグリアで戦死した法務官ルキウス・バエビウス・ディウェスに代わって、ウルソが補充法務官となった。
その後のウルソの出世は遅く、ようやく紀元前179年末の執政官選挙に勝って、翌年の執政官に就任した。現役執政官で選挙を監督したルキウス・マンリウス・アキディヌス・フルウィアヌスが親戚で、その支援が決定定期な役割を果たした。同僚のプレブス（平民）執政官はマルクス・ユニウス・ブルトゥスであった。ウルソの担当地域はガリア・キサルピナであったが、隣接するイストリアがローマ領を攻撃したことを口実に、イストリアに攻め込んだ。この戦争に関するティトゥス・リウィウスの記述は、少なくとも三つの資料を参照しているようだ、一つはウルソの公式報告書または近い関係にあったものが書いた資料、もう一つは政治的敵対勢力の資料、三番目がエンニウスの『年代記』である。ウルソの指揮は劣悪であり、兵士の不注意もあって、イストリア軍はローマ軍を急襲して陣地を占領した。ウルソの敗北の噂はローマに伝わり、救援のためにブルトゥスが派遣された。二人の護民官は、ウルソに敗北の報告のためにローマに戻るように要求した。しかウルソの旧友でもあった護民官クィントゥス・アエリウスが反対し、ウルソは召喚を免れた。その後ウルソはイストリアに反撃し、ブルトゥス到着前になんとか状況を安定させることができた。
合流した二人の執政官はアクイレイアで冬営した。彼らのインペリウム（軍事指揮権）は翌年も延長され、再度イストリアに侵攻してネサクティウムの街を包囲した。このときに執政官ガイウス・クラウディウス・プルケルが到着し、軍全体を指揮して最終的な勝利を得た。

## 参考資料

### 古代の資料
- カピトリヌスのファスティ
- ティトゥス・リウィウス『ローマ建国史』

### 研究書
- Broughton R. Magistrates of the Roman Republic. - New York, 1951. - Vol. I. - P. 600.
- Münzer F. Manlius // Paulys Realencyclopädie der classischen Altertumswissenschaft . - 1928. - Bd. XIV, 1. - Kol. 1149-1153.
- Münzer F. Manlius 90 // Paulys Realencyclopädie der classischen Altertumswissenschaft . - 1928. - Bd. XIV, 1. - Kol. 1214-1215.
- Münzer F. Manlius 91 // Paulys Realencyclopädie der classischen Altertumswissenschaft . - 1928. - Bd. XIV, 1. - Kol. 1215-1216.